# Bolbocerosoma cartwrighti
Bolbocerosoma cartwrighti is een keversoort uit de familie cognackevers (Bolboceratidae). De wetenschappelijke naam van de soort werd in 1955 gepubliceerd door Henry Fuller Howden.